# Lidija Walerjanowna Axionova
Lidija Walerianowna Aksionowa (ros. Лидия Валериановна Аксёнова; rum. Lidia Axionov; ang. Lydia Axionova; ur. 19 lipca 1923 w Pokrowsku, zm. 18 września 2019 w Kiszyniowie) – radziecka i mołdawska dyrygentka, profesorka, teoretyczka dyrygentury oraz pisarka muzyczna. Pierwsza kobieta, która dyrygowała orkiestrą symfoniczną w Mołdawii, oraz pierwsza profesorka dyrygentury chóralnej w tym kraju. Uhonorowana tytułem Zasłużonej Artystki Mołdawii

## Biografia

### Młodość i wykształcenie
Lidia Axionova urodziła się 19 lipca 1923 roku w Pokrowsku (obecnie Engels, obwód saratowski, Rosja) jako córka Waleriana Michajłowicza Aksenova (1.06.1894, Kazań – 26.01.1980, Kiszyniów), znanego w regionie Powołża adwokata, absolwenta wydziału akademickiego Moskiewskiego Ludowego Uniwersytetu A. L. Szaniawskiego, oraz Kławdii Iwanowny Aksenovej (z domu Żiwajewa, 31.12.1892, wieś Czerkaskoje, ujezd wołski, Gubernia saratowska – 14.06.1967, Kamyszyn), nauczycielki języka i literatury rosyjskiej w szkole nr 5 w Krasnoarmiejsku, odznaczonej za wybitne osiągnięcia w edukacji Orderem Lenina. Jej dziadkami byli: Lidija Wissarionowna Aksenova (1866 – 3.12.1897), pochodząca z rodziny pielęgnującej pamięć o przodkach uczestniczących w polskich powstaniach i zesłanych na Syberię (tzw. Sybiracy), oraz Michaił Jegorowicz Aksenov (17.10.1864 – wrzesień 1918), absolwent wydziału prawa Imperatorskiego Uniwersytetu w Kazaniu, honorowy obywatel, zwolennik liberalnego nurtu narodnictwa. We wrześniu 1918 roku, ratując gimnazjalistów wspierających Armię Białych i przeprawiając ich przez Wołgę, zginął podczas bombardowania prowadzonego przez Armię Czerwoną.
Była znakomitą uczennicą, uprawiała balet, malarstwo, sport i uczyła się gry na fortepianie. Śpiewała również podczas wieczorów rodzinnych. W 1941 roku, po ukończeniu szkoły z wyróżnieniem i medalem za wyniki w nauce, chciała wstąpić do konserwatorium, ale wybuchła II wojna światowa. Na mocy rozporządzenia Ludowego Komisariatu Oświaty przez rok uczyła języka niemieckiego w swojej szkole. W 1942 roku rozpoczęła studia na Instytucie Medycznym w Saratowie, pracując jednocześnie jako pielęgniarka w szpitalu wojskowym.
Podczas koncertu w instytucie medycznym wykonała Głosy wiosny Straussa, czym zaimponowała profesorce Konserwatorium w Saratowie, Alewtinie Paschałowej. Ta zaprosiła ją na przesłuchanie do konserwatorium, gdzie przyjęto ją dzięki profesorowi Nazariemu Rajskiemu, który chwalił jej naturalny talent wokalny. W 1944 roku Axionova porzuciła studia medyczne i wstąpiła do Saratowskiego Konserwatorium Państwowego im. L.W. Sobinowa, gdzie uczyła się pod kierunkiem Alewtiny Paschałowej. W konserwatorium poznała Maksa Fishmana, obywatela Polski, pianistę, uczestnika polskiego ruchu oporu przeciwko faszystowskim Niemcom, którego aresztowało NKWD jako obywatela kraju nieprzyjaznego ZSRR. Miał szczęście, że nie został wysłany do Katynia, lecz do obozu pracy w Aktjubińsku (Gułag), gdzie pracował ciągnąc wózki z rudą z głębokich kopalni. Pobrali się w 1945 roku. Para została wysłana do Mińska, aby studiować w Białoruskiej Państwowej Akademii Muzyki. Po narodzinach pierwszego syna w 1946 roku Lidia straciła głos i, za radą Paschałowej, skierowała się ku dyrygenturze symfonicznej, a następnie chóralnej.

### Kariera w Mołdawii
Po ukończeniu studiów w 1952 roku Lidia otrzymała propozycję nauczania w Białoruskiej Akademii Muzycznej i dyrygowania państwowym chórem akademickim, ale kampanie antykosmopolityczne w ZSRR uniemożliwiły Maksowi Fishmanowi znalezienie pracy w Mińsku. Para przeniosła się do Homla, a następnie, za rekomendacją Grigorija Szyrmy, do Kiszyniowa, gdzie oboje uczyli w Państwowym Konserwatorium Mołdawii.
Lidia Axionova odegrała kluczową rolę w rozwoju mołdawskiej sztuki chóralnej. Kierowała katedrą dyrygentury chóralnej, orkiestrą Rosyjskiego Teatru Dramatycznego im. A.P. Czechowa, chórem konserwatorium oraz przygotowywała spektakle operowe. Jako pierwsza kobieta dyrygowała orkiestrą symfoniczną w Mołdawii, a także została pierwszą profesorką dyrygentury chóralnej w kraju.
W latach 1964–1979 kierowała chórem Specjalnej Szkoły Muzycznej im. E. Coca, którego repertuar obejmował blisko 200 utworów, w tym klasykę rosyjską i zagraniczną, muzykę sakralną oraz awangardową. Chór inspirował mołdawskich kompozytorów do tworzenia muzyki dla dzieci. Powstał film Moja Mołdawia o tym zespole, który występował na prestiżowych scenach oraz w radiu i telewizji.
Chór stał się ośrodkiem metodycznym dla edukacji chóralnej w Mołdawii, organizując otwarte lekcje i konferencje dla pedagogów radzieckich. Axionova wychowała ponad 1000 młodych chórzystów, z których wielu stało się wybitnymi postaciami mołdawskiej sztuki. Zainicjowała Festiwal Piosenki, dyrygując chórami liczącymi od 700 do 10 000 dzieci. Przez ponad 70 lat Axionova wyszkoliła ponad 350 specjalistów, z których wielu pracuje w krajach byłego ZSRR, w Europie, Ameryce, na Bliskim i Dalekim Wschodzie. Jej metoda dyrygentury chóralnej, uznawana daleko poza Mołdawią, jest przekazywana z pokolenia na pokolenie. Opracowała podręczniki, repertuary i programy nauczania, z których część opublikowano w Kiszyniowie i Moskwie, a inne przechowywane są w bibliotece AMTAP.
Lidia Axionova zmarła 18 września 2019 roku w Kiszyniowie i została pochowana na cmentarzu św. Łazarza obok swojego męża.

## Uczniowie
Wśród uczniów Axionovej znajdują się wybitni muzycy i pedagodzy, m.in.:
- Sofia Rotaru, Artystka Ludowa ZSRR, Bohaterka Ukrainy, znana piosenkarka.
- Teodor Zgureanu, Artysta Ludowy Mołdawii, profesor, dyrygent kapeli „Doïna” i chóru „Moldova”.
- Eduard Markin, Artysta Ludowy Rosji, profesor, założyciel Chóru Kameralnego we Włodzimierzu.
- Mikołaj Czołak, profesor, przez wiele lat kierownik katedry Instytutu Sztuk im. G. Muzicescu.
- Tatiana Twerdochleb, Artystka Ludowa Naddniestrza, profesorka, rektor Wyższej Szkoły Muzycznej im. A. G. Rubinsteina w Naddniestrzu (2005–2013), dyrektor artystyczny i dyrygentka Państwowego Chóru Naddniestrza.
- Ilona Stepan, Artystka Ludowa Mołdawii, profesorka, dyrygentka kapeli „Doïna” i Narodowego Chóru Kameralnego.
- Swietłana Popowa, Artystka Ludowa Mołdawii, dyrygentka w Narodowym Teatrze Opery i Baletu.
- Aleksiej Winogradski, były główny chórmistrz i dyrygent Narodowego Teatru Opery i Baletu Mołdawii, następnie kierownik chórów w Operze Państwowej w Ankarze, Operze i Balecie Państwowym w Izmirze, Samsunie i Mersinie (Turcja).
- Larisa Balaban, doktor muzykologii, docent Akademii Muzyki, Teatru i Sztuk Plastycznych Mołdawii.
- Luminița Guțanu, doktor muzykologii, docent Akademii Muzyki, Teatru i Sztuk Plastycznych Mołdawii, obecnie główna dyrygentka kilku zespołów chóralnych w Rumunii.
- Weronika Garsztea, Artystka Ludowa ZSRR, profesorka, dyrektor artystyczny i główna dyrygentka kapeli „Doïna”.
- Swietłana Silocz, profesorka w „ARS Escuela de Música y Danza” oraz „AfinArte, escuela de música y baile”, dyrektor artystyczny i główna dyrygentka chórów „Coral Almayrit” i „Galileo” w Madrycie (Hiszpania).

## Rodzina
- Mąż: Max Fishman (1915–1985), kompozytor, pianista, pedagog[7].
- Syn: Băno Axionov (ur. 1946), aktor, reżyser, Zasłużony Artysta Mołdawii[8].
- Syn: Artur Aksenov (ur. 1956), pianista, profesor w Rosyjskiej Akademii Muzycznej im. Gnesinych[9][10][11]
- Brat: Władimir Walerianowicz Aksenov (1919–1998), inżynier chemik, uczestnik II wojny światowej, działacz państwowy i gospodarczy, którego osiągnięcia wzmacniały wsparcie rodziny dla kariery Lidii[12].

## Odznaczenia
- Medal Weterana Pracy (ZSRR)
- Zasłużona Artystka Mołdawii
- Order Sławy Pracy (Mołdawia)
- Order Honoru (Mołdawia, 2013)

## Publikacje
- Axionova, L. W. Próby z chórem (Kiszyniów: Cartea Moldovenească, 1966, 56 s.)
- Axionova, L. W. „Pieśni Białorusi”, Sowiecka Mołdawia (Kiszyniów, 1970)
- Axionova, L. W., Bogdanowski, J. M. Mołdawska muzyka chóralna (Kiszyniów: Cartea Moldoveneasca, 1972, 52 s.)
- Axionova, L. W. Zajęcia chóralne w specjalistycznej szkole muzycznej (Moskwa, 1973)
- Axionova, L. W. Kurs literatury chóralnej zagranicznej (Kiszyniów: AMTAP, 1976, biblioteka AMTAP)
- Axionova, L. W. Literatura chóralna radziecka, część 1 i 2 (Kiszyniów: AMTAP, 1977–1978, biblioteka AMTAP)
- Axionova, L. W. Rola Instytutu Sztuk w dziecięcym śpiewie chóralnym w Mołdawii (Kiszyniów, 1980)
- Axionova, L. W. Kształcenie młodych specjalistów w instytucjach kulturalnych (Kiszyniów, 1980)
- Axionova, L. W. „Życie w muzyce: o G. Strezevie”, Wieczorny Kiszyniów (7 lipca 1994)
- Axionova, L. W. Georgi Strezev (Kiszyniów: Inessa, 2003, 96 s.)
- Axionova, L. W. Mołdawscy kompozytorzy dla dzieci (Kiszyniów: AMTAP, 2008, 30 s., ISBN 978-9975-9999-4-6)